# Oedipoda maculata
Oedipoda maculata är en insektsart som beskrevs av Le Guillou 1841. Oedipoda maculata ingår i släktet Oedipoda och familjen gräshoppor. Inga underarter finns listade i Catalogue of Life.